# Амандо Лапаж
Амандо Лапаж (фр. Amando Lapage; нар. 8 листопада 2004) — бельгійський футболіст, захисник клубу «Вестерло».

## Клубна кар'єра

### «Андерлехт»
Вихованець академії «Андерлехта». 9 травня 2022 року підписав з клубом свій перший професіональний контракт. 16 вересня 2022 року дебютував за фарм-клуб «Андерлехт Ф'ючерз» в матчі Челленджер Про-ліги проти «Льєрс Кемпензонен». 15 квітня 2023 року в поєдинку проти «Льєрса» забив свій перший гол у кар'єрі. 21 червня 2023 року продовжив контракт з «Андерлехтом» до літа 2025 року.
31 жовтня 2024 року дебютував в основному складі «Андерлехта» в матчі Кубка Бельгії проти «Тюбіз-Брен», вийшовши на заміну Ян-Карло Симичу. 3 листопада в поєдинку проти «Кортрейка» дебютував у Про-лізі.

### «Вестерло»
4 лютого 2025 року перейшов у «Вестерло», підписавши контракт на 4,5 років. 16 лютого дебютував за нову команду в матчі Про-ліги проти «Серкль» (Брюгге), вийшовши на заміну Аллах'яру Сайядманешу.

## Кар'єра в збірній
В березні 2025 року вперше викликаний в збірну Бельгії до 21 року для участі в товариських матчах проти збірних Андорри та Швеції. 12 березня 2025 року в поєдинку з Андоррою дебютував за молодіжну збірну Бельгії.

## Особисте життя
Онук колишнього футболіста Поля ван Гімста, відомого виступами за «Андерлехт» та збірну Бельгії.

## Статистика виступів
Станом на 9 серпня 2025
| Клуб              | Сезон             | Чемпіонат          | Чемпіонат | Чемпіонат | Кубок | Кубок | Єврокубки | Єврокубки | Інші  | Інші | Всього | Всього |
| Клуб              | Сезон             | Дивізіон           | Матчі     | Голи      | Матчі | Голи  | Матчі     | Голи      | Матчі | Голи | Матчі  | Голи   |
| ----------------- | ----------------- | ------------------ | --------- | --------- | ----- | ----- | --------- | --------- | ----- | ---- | ------ | ------ |
| Андерлехт Ф'ючерз | 2022–23           | Челледжер Про-ліга | 12        | 0         | —     | —     | —         | —         | 9     | 1    | 21     | 1      |
| Андерлехт Ф'ючерз | 2023–24           | Челледжер Про-ліга | 23        | 2         | —     | —     | —         | —         | —     | —    | 23     | 2      |
| Андерлехт Ф'ючерз | 2024–25           | Челледжер Про-ліга | 14        | 0         | —     | —     | —         | —         | —     | —    | 14     | 0      |
| Андерлехт Ф'ючерз | Всього            | Всього             | 49        | 2         | 0     | 0     | 0         | 0         | 9     | 1    | 58     | 3      |
| Андерлехт         | 2024–25           | Про-ліга           | 2         | 0         | 2     | 0     | 0         | 0         | —     | —    | 4      | 0      |
| Вестерло          | 2024–25           | Про-ліга           | 6         | 0         | 0     | 0     | —         | —         | —     | —    | 6      | 0      |
| Вестерло          | 2025–26           | Про-ліга           | 1         | 0         | 0     | 0     | —         | —         | —     | —    | 1      | 0      |
| Вестерло          | Всього            | Всього             | 7         | 0         | 0     | 0     | 0         | 0         | 0     | 0    | 7      | 0      |
| Всього за кар'єру | Всього за кар'єру | Всього за кар'єру  | 58        | 2         | 2     | 0     | 0         | 0         | 9     | 1    | 69     | 3      |

1. ↑  Матчі плей-оф на підвищення до Про-ліги